# Bristol Domkirke
Bristol Domkirke (engelsk: Bristol Cathedral eller Cathedral Church of the Holy and Undivided Trinity) er en nuværende domkirke og tidligere klosterkirke, der ligger i Bristol, Sydengland. Den blev grundlagt i 1140 og indviet i 1148. Frem til klosternes opløsning mellem 1536 og 1541 var klosteret kendt som St Augustine's Abbey.
Kirken ligger ved College Green i Bristol (City, county and unitary authority).
I 1542 blev kirken ophøjet til domkirke i det nyligt oprettede Bristol bispedømme.